# Тюрки
Тю́рки — етнічно-мовна спільність, що сформувалась на євразійських степах.
Із VI століття область у середній течії Сирдар'ї і річки Чу почала іменуватися Туркестаном. Згодом, після російського захоплення Центральної Азії, ця назва була поширена на весь регіон. З середини I тисячоліття н. е. тюрки проникли в Закавказзя (азербайджанці), а з початку II тисячоліття н. е. на береги Середземного моря (тюрки-сельджуки, турки-османи, мамелюки), а також заселили Східний Сибір (якути, долгани).

## Стародавні тюрки
- Стародавні тюрки
- Печеніги
- Половці
- Гуни
- Булгари
- Хозари
- Огузи
- Карлуки
- Кипчаки
- Чорні клобуки

## Сучасні тюрки
Розселення тюркських народів у світі на початок 21 століття.
- ЗАХІДНІ ТЮРКИ
  - Булгарська підгрупа
    -    Чуваші

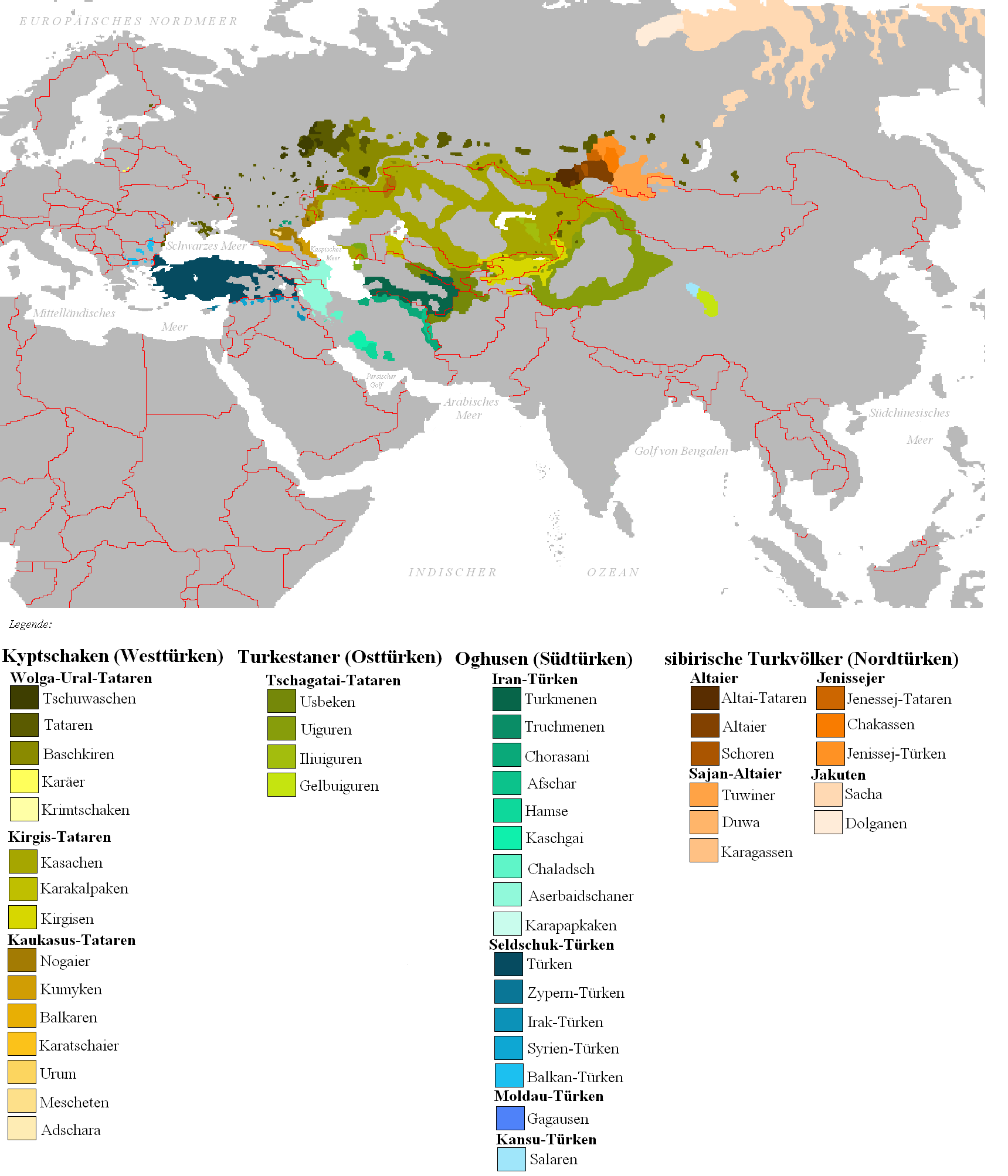

  - Кипчацька (північно-західна) підгрупа
    - Кипчацько-булгарські народи
      -    Татари
      -    Башкири

    - Кипчацько-половецькі (кипчацько-огузькі) народи
      -    Кримські татари 1
      -    Кумики
      -    Балкарці
      -    Карачаївці
      -    Караїми2
      -    Кримчаки5

    - Кипчацько-ногайські народи
      -    Ногайці
      -    Казахи
      -    Каракалпаки

  - Карлуцька (південно-східна) підгрупа
    -    Узбеки
    -    Уйгури
    -    Ілійські уйгури

  - Огузька (південно-західна) підгрупа
    - Огузо-булгарські народи
      -    Гагаузи
      -    Балканські тюрки

    - Огузо-сельджуцькі народи
      -    Кашкайці
      -    Халаджі
      -    Азербайджанці
      -    Турки
      -    Кіпрські турки
      -    Іракські тюрки (Туркомани)
      -    Сирійські турки (Туркомани)
      -    Уруми3
      -    Кримські татари 1

    - Огузо-туркменські народи
      -    Туркмени
      -    Трухмени
      -     Хорасанські тюрки (Каджари, Теймурташі, Гударі і ін.)
      -    Афшари
      -    Хамсе (ейналу, бахарлу, нафар)
      -    Карапапахи
      -    Салари
- СХІДНІ ТЮРКИ
  - Киргизо-кипчацька підгрупа
    -    Киргизи
    -    Алтайці4
    -    Алтайські татари

  - Уйгурська підгрупа
    -    Жовті уйгури (Сариг-уйгури)
    -    Алтайці4
    -    Тофалари
    -    Тувинці
    -    Цаатани
    -    Хакаси
    -    Шорці
    -    Якути (Саха)
    -    Долгани

Примітки:
1. Кримські татари мають змішане огузо-кипчацьке походження. Деякі субетноси відносяться до огузької групи, а деякі до кипчацької.
2. Кримські караїми — тюркомовний етнос, що сповідує особливу форму юдаїзму, — караїмізм. За однією з версій, є нащадками хозар, що прийняли юдейську релігію за часів правління кагана Обадії I Хозарським каганатом. Говорять караїмською мовою, близькою до кримськотатарської.
3. Уруми — тюркизовані чорноморські греки, що говорять на діалекті кримськотатарської мови.
4. Алтайці мають змішане киргизо-уйгурське походження. Північні алтайці відносяться до уйгурської групи, а південні — до киргизо-кипчацької.
5. Кримчаки — тюркизовані кримські євреї. Говорять на кримчацькій мові, яка близька до кримсько-татарської. На відміну від караїмів, є раббанитами, тобто сповідають ортодоксальний юдаїзм, також як караїми припускають своє етнічне походження від тюркського населення хозарів, що прийняли юдаїзм.
6. Класифікація є вельми умовною, запропонований ряд альтернативних класифікацій. Проблема в тому, що між тюркськими народами різних гілок нерідко спостерігалася мовна конвергенція в процесі їх співіснування на сусідніх територіях. Зокрема, казахська і киргизька мови, віднесені в даній класифікації до різних гілок, в наш час[коли?] вельми близькі лексично і граматично.

## Сучасні тюркські держави
- Азербайджан
- Казахстан
- Киргизстан
- Туркменістан
- Турецька Республіка Північного Кіпру
- Туреччина
- Узбекистан
- Сіньцзян-Уйгурський автономний район

### Сучасність

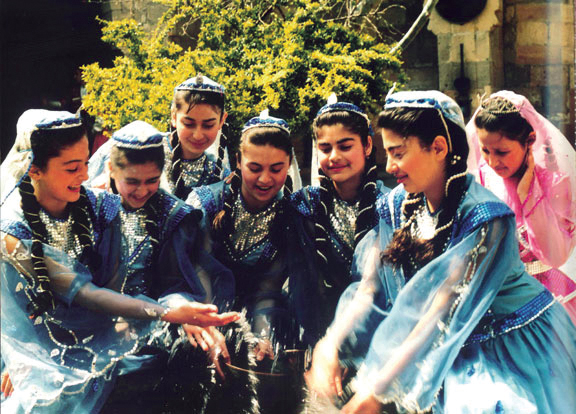
Azerbaijani girls in traditional dress.
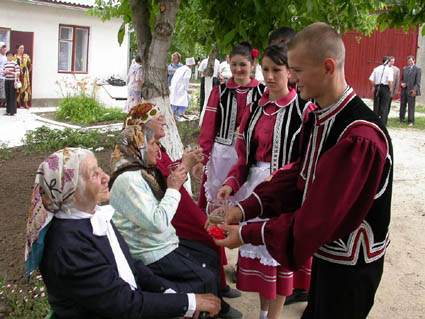
Young and old Gagauz people.
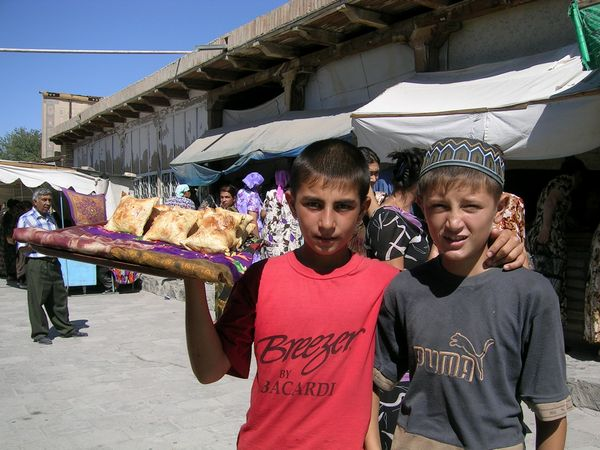
Uzbek children in Samarkand.
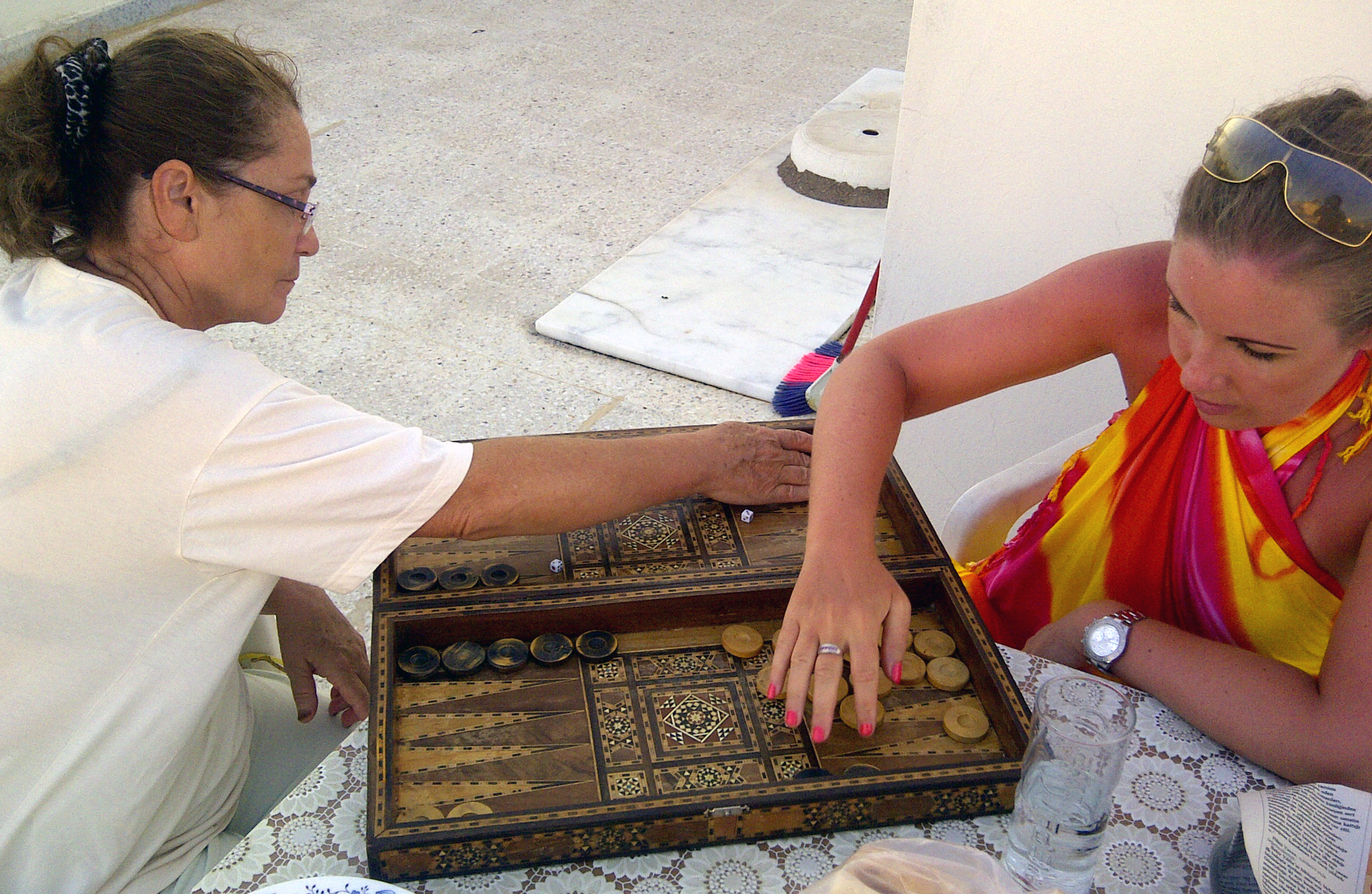
Turkish women playing backgammon.
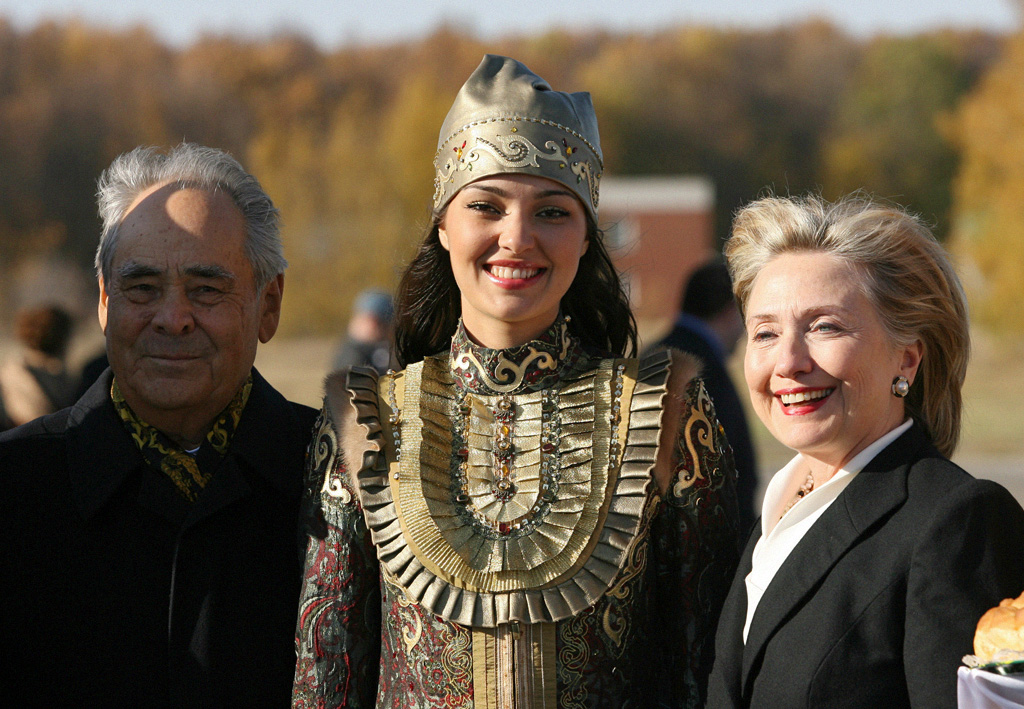
U.S. Secretary of State Hillary Clinton visits Tatarstan.
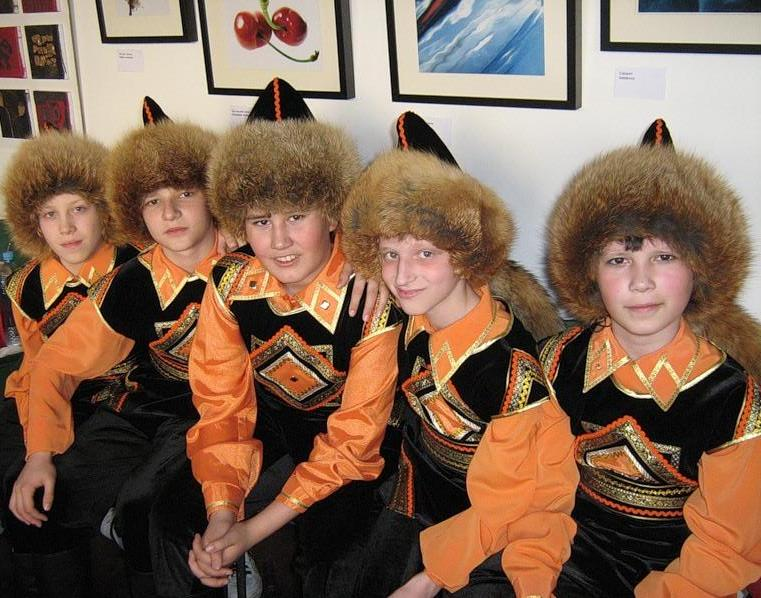
Bashkir boys in national dress.
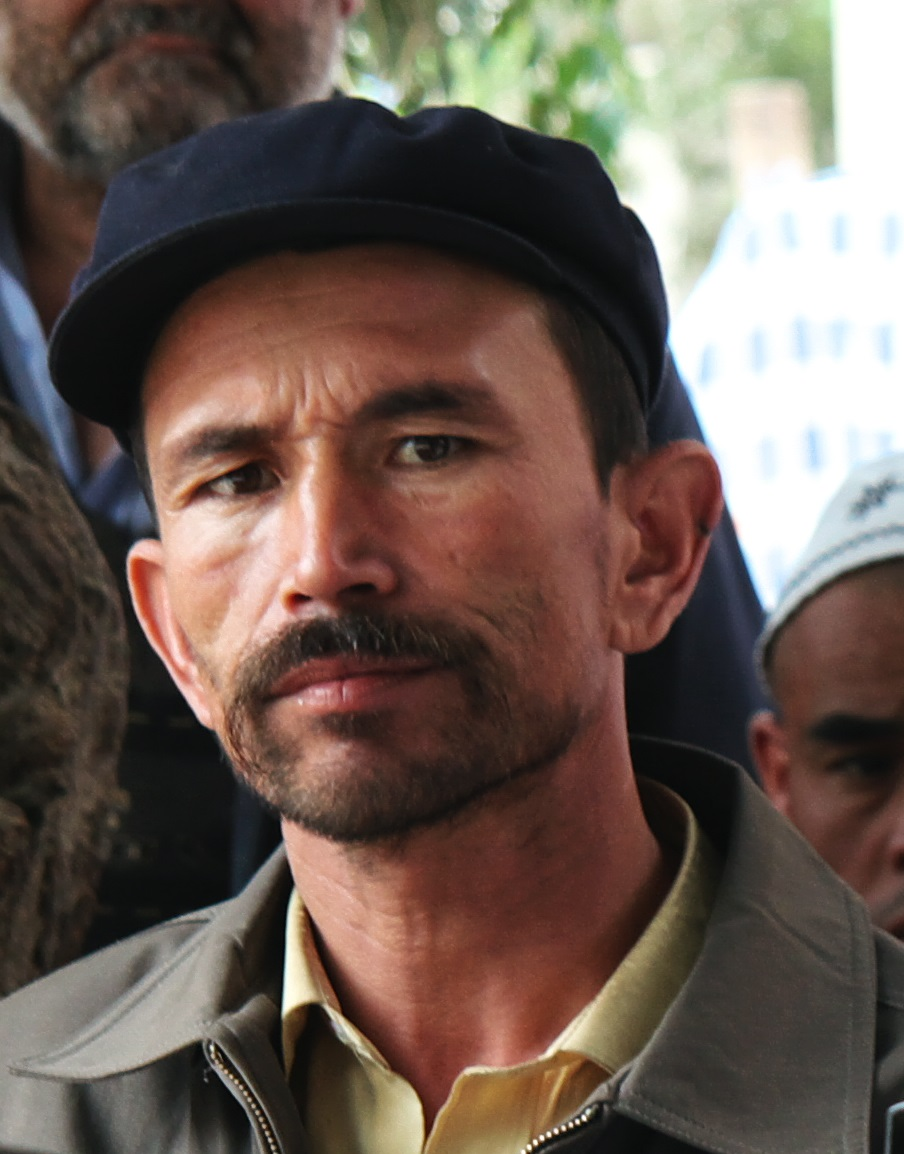
Uyghur man of Yarkand.
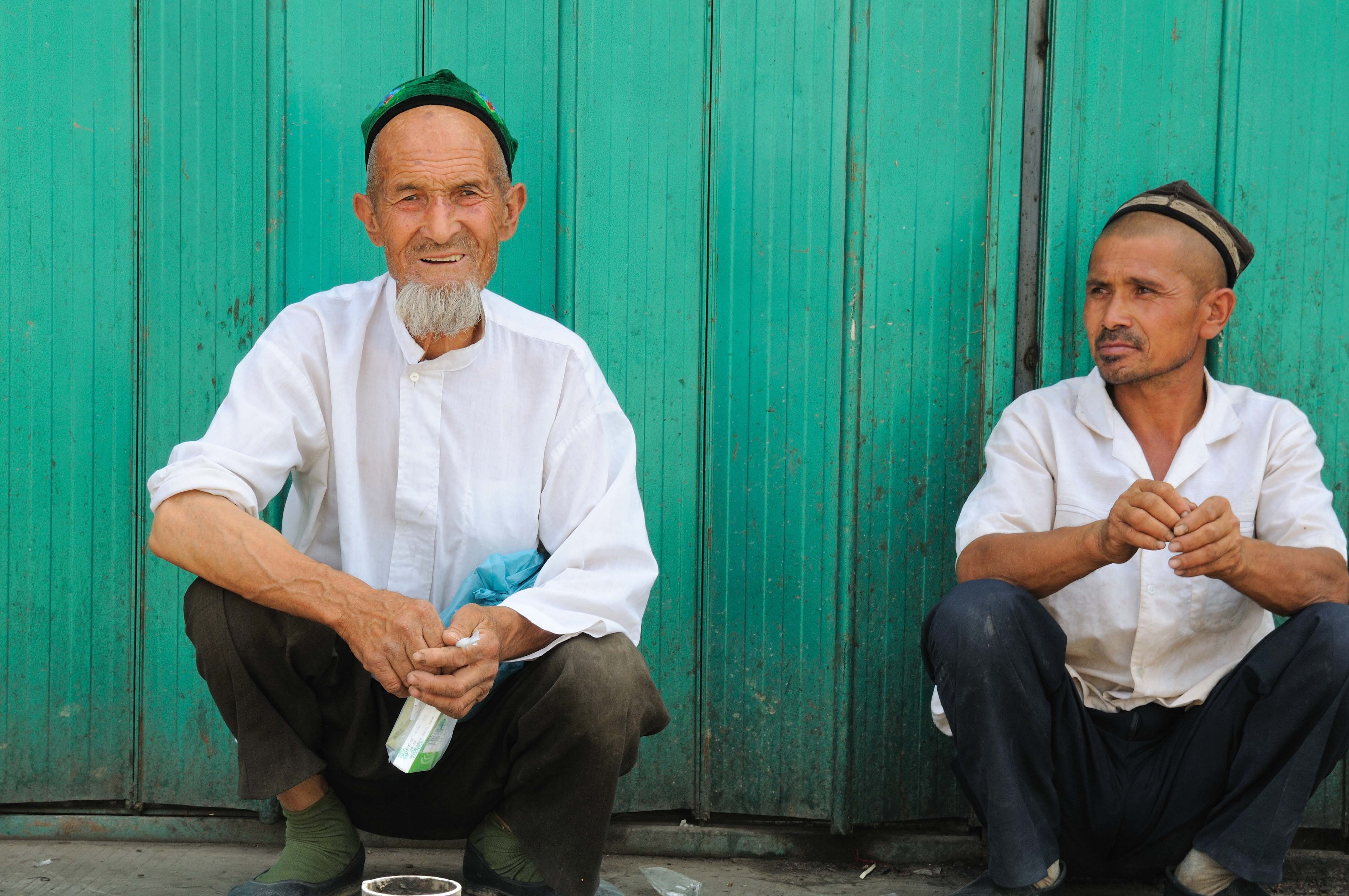
Two Uyghur elders from Turpan.
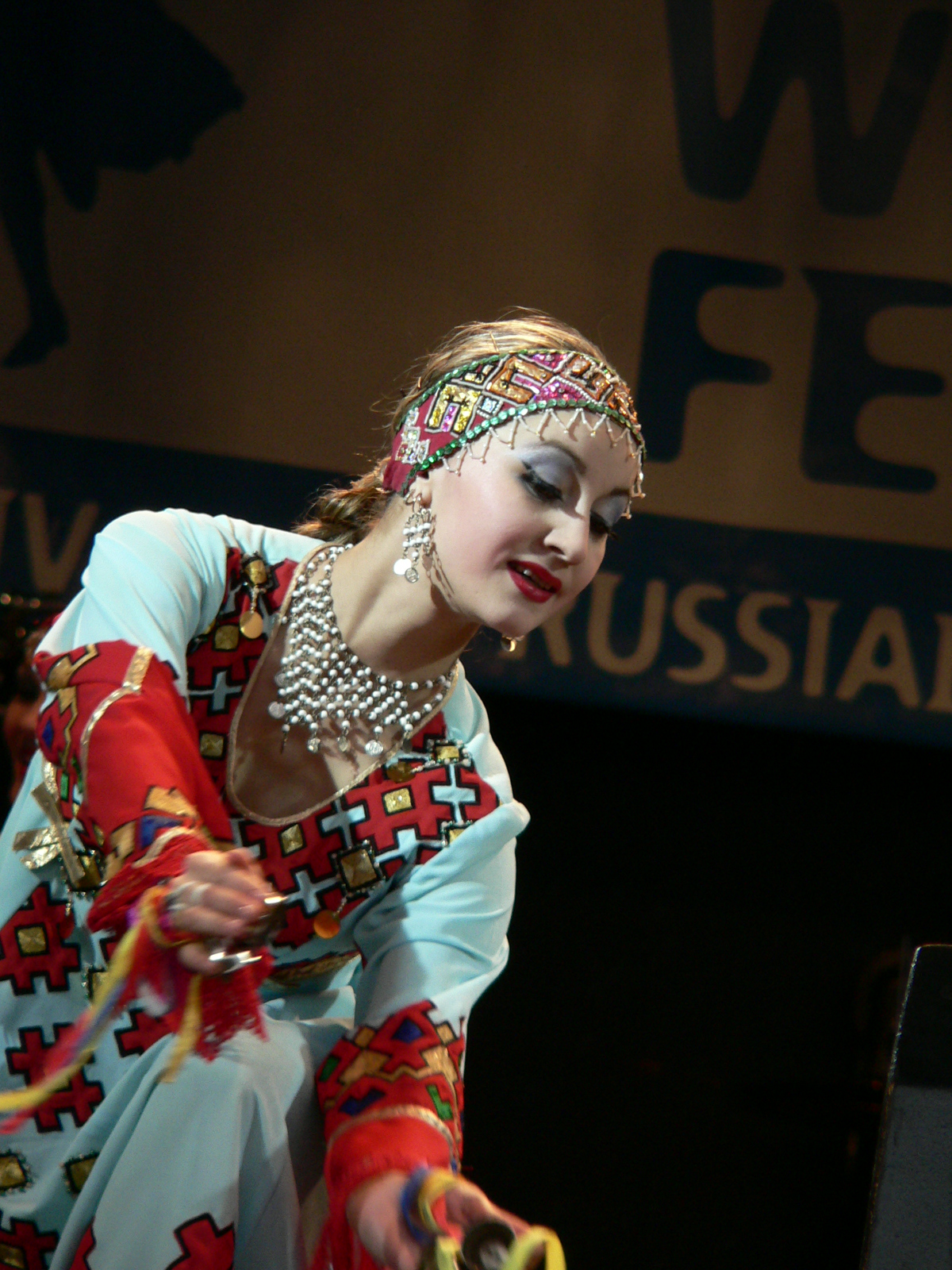
A female Chuvash dancer in traditional dress.
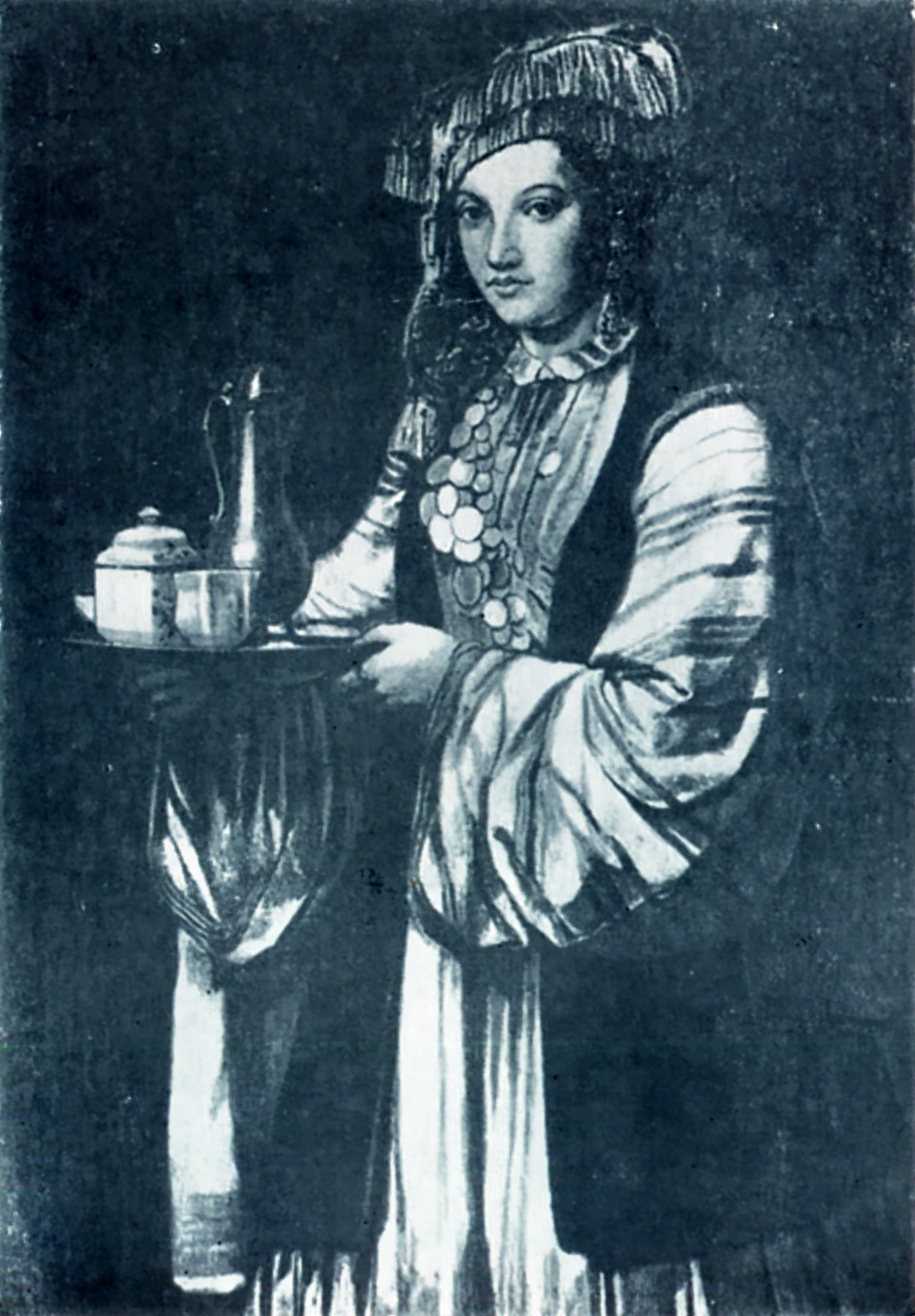
Tatar woman in the 18th century.
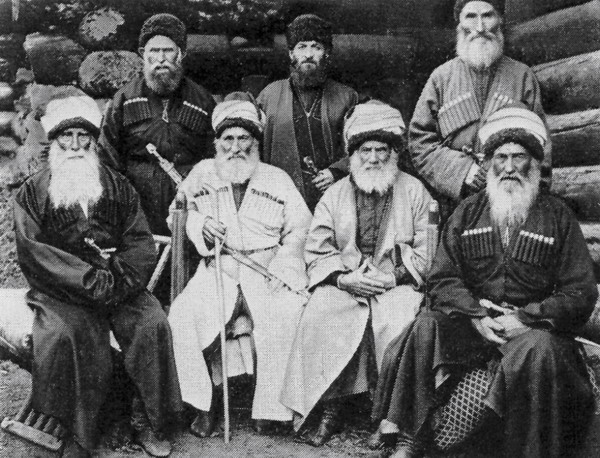
Karachay patriarchs in the 19th century
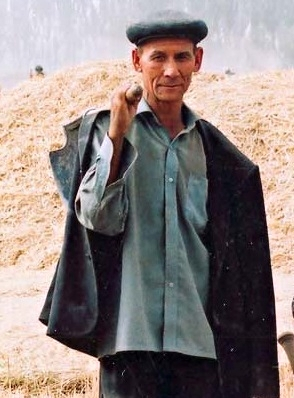
Uyghur farmer, Xinjiang.
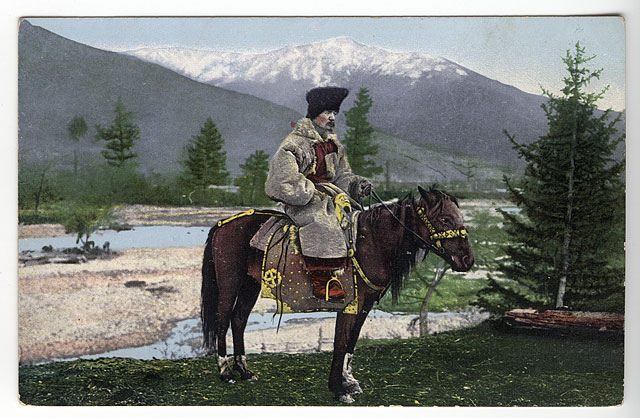
Altay man in national suit on horse
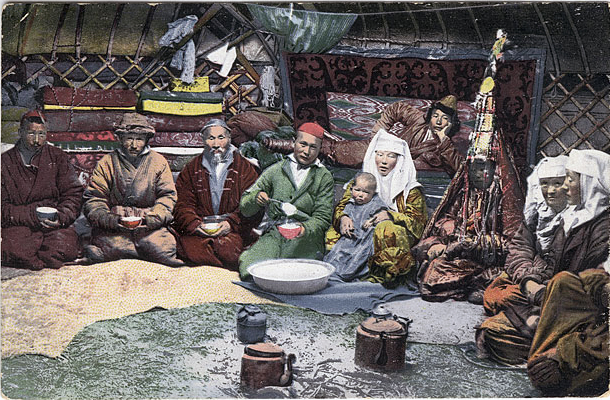
Kazakh family inside a Yurt